# Agata Kasprolewicz
Agata Kasprolewicz – polska dziennikarka, wydawczyni, reportażystka i podkasterka. 

## Kariera
Od 2006 była związana z Polskim Radiem, gdzie należała do Naczelnej Redakcji Publicystyki Międzynarodowej Polskiego Radia i pełniła rolę wydawczyni oraz prowadzącej. Początkowo związana z redakcją „Czterech Pór Roku”, później prowadziła audycję „Więcej Świata” w Polskim Radiu Program I. W 2017 dostała nagrodę Grand Press za reportaż radiowy „Kenia – wojna o trawę”, opisujący kenijskich polityków, którzy do zdobywania głosów w wyborach wykorzystują nienawiść rasową.  
W 2019 została zawieszona i odsunięta od prowadzenia audycji. 77 pracowników Polskiego Radia podpisało list do dyrektorki stacji w jej obronie, prosząc o przemyślenie decyzji i przywrócenie Agaty Kasprolewicz  na antenę. W jej sprawę zaangażowany był również Rzecznik Praw Obywatelskich Adam Bodnar, który skierował pytania o powody zawieszenia do dyrektorki radiowej Jedynki, Agnieszki Kamińskiej. Ostatecznie dziennikarka została zwolniona z Polskiego Radia w 2020. 
W lutym 2020, po zwolnieniu z Polskiego Radia, rozpoczęła współpracę z serwisem Holistic.news, tworząc autorski podcast Radio Antropocenu. Podcast ukazywał się od lutego, a ostatni odcinek ukazał się w maju 2020. W marcu 2020 rozpoczęła współpracę z Dariuszem Rosiakiem i zaczęła współtworzyć z nim audycję „Raport o stanie świata”. W redakcji „Raportu” jest wydawczynią, a także autorką dodatkowych programów, takich jak cykliczna seria „Raport o książkach” czy 12 odcinków „Raportu z przyszłości”. W 2021 otrzymała nominację do nagrody Grand Press, za odcinek „Raportu z przyszłości” poświęcony jedzeniu.